# Прухник
Пру̀хник (на полски: Pruchnik) е град в Югоизточна Полша, Подкарпатско войводство, Ярославски окръг. Административен център е на градско-селската Прухнишка община. Заема площ от 19,91 км2. Градските му права са възстановени на 1 януари 2011 година.

## География
Градът се намира в историческата област Червена Рус. Разположен е на 19 километра югозападно от окръжния център Ярослав и на 30 километра северозападно от Пшемишъл.

## История
Селището получава градски права около 1370 г., но през 1934 г. са му отнети.
В периода 1975 – 1998 година е част от Пшемишълското войводство.

## Население
Според данни от полската Централна статистическа служба, към 1 януари 2014 г. населението на града възлиза на 3 751 души. Гъстотата е 188 души/км2.

## Личности

### Родени в града
- Бронислав Маркевич – полски духовник и педагог
- Антони Немчак – полски спортист, маратонец
- Марек Папала – полски офицер, главен комендант на полицията